# Ceresium carinatum
Ceresium carinatum là một loài bọ cánh cứng trong họ Cerambycidae.